# Ōdate (Akita)
Ōdate es una ciudad japonesa localizada en la prefectura de Akita (en la región de Tōhoku).

## Creación de la ciudad
Fue fundada el 1 de abril de 1951.
En 2003, la ciudad tenía una población estimada de 65 090 habitantes y una densidad de 162,1 habitantes por km². El área total era de 401,54 km².
El 20 de junio de 2005, las ciudades de Hinai y Tashiro fueron combinadas en esta ciudad, aumentando su población (desde 2008) a 80 013 habitantes y el área de la ciudad a 913,7 km². 
En esta ciudad se encuentra la Universidad Akita de Enfermería y Bienestar.
El aeropuerto Ōdate-Noshiro se encuentra en la cercana localidad de Kitaakita.

## El perro Hachikō
En una granja cercana a esta ciudad nació Hachikō (1923-1935), el famoso perro que durante nueve años esperó en la estación de trenes de Shibuya (Tokio) a su amo fallecido.

## Ciudades hermanadas
- Shibuya, Tokio, donde se encuentra la estación de trenes de Shibuya, donde el perro Hachikō esperó a su amo.
- Minamitane, Kagoshima.